# Велетневка
Велетневка (укр. Велетнівка) — село в Генической городской общине Генического района Херсонской области Украины.
Население по переписи 2001 года составляло 353 человека. Почтовый индекс — 75513. Телефонный код — 5534. Код КОАТУУ — 6522183702.

## История
В 1946 году указом ПВС УССР село Фелиберовка переименовано в Велетневку.